# Polska na Światowych Wojskowych Igrzyskach Sportowych 2019
Polska na Światowych Wojskowych Igrzyskach Sportowych 2019 – reprezentacja Polski podczas igrzysk wojskowych liczyła 193 żołnierzy (w tym 91 kobiet i 102 mężczyzn).
Międzynarodowe, multidyscyplinarne zawody dla sportowców-żołnierzy odbyły się w chińskim Wuhan w okresie od 18 do 27 października 2019 roku. Szefem misji Wojska Polskiego na 7. Światowe Wojskowe Igrzyska Sportowe był gen. dyw. Marek Sokołowski, szefem delegacji płk Tomasz Bartkowiak.
Reprezentanci Polski wystartowali w 18 dyscyplinach, medale zdobyli w 12, ustanowili w trzech konkurencjach rekordy igrzysk wojskowych. Największymi gwiazdami w polskiej ekipie byli: Wojciech Kotowski uprawiający ratownictwo wodne – zdobywca dwóch złotych i brązowego medalu oraz Michał Rozmys lekkoatleta – zdobywca dwóch złotych. Bez medali wrócili; badmintoniści, bokserzy, pięcioboiści morscy, spadochroniarze oraz triatloniści. Zdobyte medale przez tenisistów (dyscyplina pokazowa) nie zostały zaliczone do klasyfikacji generalnej dla reprezentacji WP.

## Zdobyte medale
Reprezentanci Polski zdobyli ogółem 60 medali (11 złote, 15 srebrne oraz 34 brązowe), a także 3 brązowe w zawodach pokazowych.

### Mężczyźni
| Medal  | Zawodnik | Dyscyplina                 | Konkurencja                          | Rezultat | Data            |
| ------ | --- | -------------------------- | ------------------------------------ | -------- | --------------- |
| Złoto  | Wojciech Kotowski | Sportowe ratownictwo wodne | ratowanie manekina na 50 m           | 29,94    | 20 października |
| Złoto  | Wojciech Kotowski Adam Dubiel Bartosz Stanielewicz Hubert Nakielski                                                                        | Sportowe ratownictwo wodne | sztafeta 4 × 25 m holowanie manekina | 1:05,31  | 21 października |
| Złoto  | Jaromir Wojtasiewicz | Strzelectwo                | trap indywidualnie                   | 49       | 21 października |
| Złoto  | Michał Rozmys | Lekkoatletyka              | bieg na 800 m                        | 1:49,36  | 23 października |
| Złoto  | Paweł Wojciechowski | Lekkoatletyka              | skok o tyczce                        | 5,60 m   | 24 października |
| Złoto  | Michał Rozmys | Lekkoatletyka              | bieg na 1500 m                       | 3:46,33  | 26 października |
| Złoto  | Wojciech Nowicki | Lekkoatletyka              | rzut młotem                          | 77,38 m  | 26 października |
| Złoto  | Henryk Szost (2:13:00) Arkadiusz Gardzielewski (2:13:31) Marcin Chabowski (2:16:43) Mariusz Giżyński (2:17:21)                             | Lekkoatletyka              | maraton drużynowo                    | 6:43:14  | 27 października |
| Srebro | Konrad Czerniak | Pływanie                   | 50 m st. motylkowym                  | 23,82    | 20 października |
| Srebro | Hubert Nakielski | Sportowe ratownictwo wodne | ratowanie manekina na 50 m           | 30,34    | 20 października |
| Srebro | Adam Dubiel | Sportowe ratownictwo wodne | szybka pomoc na dystansie 100 m      | 1:02,93  | 21 października |
| Srebro | Jaromir Wojtasiewicz (121) Tomasz Pasierbski (120) Piotr Kowalczyk (113)                                                                   | Strzelectwo                | trap drużynowo                       | 354      | 21 października |
| Srebro | Konrad Bukowiecki | Lekkoatletyka              | pchnięcie kulą                       | 21,84 m  | 23 października |
| Srebro | Radosław Kawęcki | Pływanie                   | 200 m st. grzbietowym                | 1:59,17  | 23 października |
| Srebro | Marcin Krukowski | Lekkoatletyka              | rzut oszczepem                       | 78,17 m  | 24 października |
| Srebro | Łukasz Krawczuk Jakub Krzewina Przemysław Waściński Patryk Dobek                                                                           | Lekkoatletyka              | sztafeta 4 × 400 m                   | 3:06,36  | 26 października |
| Brąz   | Kacper Majchrzak (1:48,08) Filip Zaborowski (1:50,54) Radosław Kawęcki (1:52,24) Jan Hołub(1:50,05)                                        | Pływanie                   | sztafeta 4 × 200 m st. dowolnym      | 7:20,91  | 19 października |
| Brąz   | Adam Dubiel | Sportowe ratownictwo wodne | super ratownik na 200 m              | 2:13,38  | 20 października |
| Brąz   | Wojciech Kotowski Adam Dubiel Hubert Nakielski Cezary Kępa                                                                                 | Sportowe ratownictwo wodne | sztafeta 4 × 25 m z przeszkodami     | 1:39,11  | 20 października |
| Brąz   | Piotr Kuczera | Judo                       | do 90 kg                             |          | 20 października |
| Brąz   | Kacper Majchrzak | Pływanie                   | 200 m st. dowolnym                   | 1:47,51  | 21 października |
| Brąz   | Konrad Czerniak | Pływanie                   | 100 m st. motylkowym                 | 52,91    | 21 października |
| Brąz   | Dawid Szwedzki | Pływanie                   | 400 m st. zmiennym                   | 4:18,35  | 21 października |
| Brąz   | Robert Baran | Zapasy                     | do 125 kg styl wolny                 | 2–0      | 22 października |
| Brąz   | Kacper Majchrzak | Pływanie                   | 100 m st. dowolnym                   | 48,99    | 22 października |
| Brąz   | Radosław Kawęcki (55,11) Jan Kałusowski (1:01,23) Konrad Czerniak (52,21) Kacper Majchrzak (48,89) Dawid Szwedzki Michał Poprawa Jan Hołub | Pływanie                   | sztafeta 4 × 100 st. zmiennym        | 3:37,44  | 22 października |
| Brąz   | Michał Olejnik Wojciech Kowalski Mikołaj Dutkowski Bartosz Pawlak Mateusz Wensław                                                          | Bieg na orientację         | drużynowo                            | 9:14:51  | 23 października |
| Brąz   | Patryk Dobek | Lekkoatletyka              | bieg na 400 m przez płotki           | 49,69    | 24 października |
| Brąz   | Szymon Staśkiewicz (1409) Łukasz Gutkowski (1396) Sebastian Stasiak (1391) Daniel Ławrynowicz                                              | Pięciobój nowoczesny       | drużynowo                            | 4196     | 25 października |
| Brąz   | Marcin Lewandowski | Lekkoatletyka              | bieg na 1500 m                       | 3:46,61  | 26 października |

### Kobiety
| Medal  | Zawodniczka | Dyscyplina           | Konkurencja                             | Rezultat  | Data            |
| ------ | --- | -------------------- | --------------------------------------- | --------- | --------------- |
| Złoto  | Jolanta Ogar Agnieszka Skrzypulec | Żeglarstwo           | klasa 470                               | 12        | 22 października |
| Złoto  | Paulina Guba | Lekkoatletyka        | pchnięcie kulą                          | 18,22 m   | 23 października |
| Złoto  | Anna Kiełbasińska Małgorzata Hołub-Kowalik Joanna Linkiewicz Justyna Święty-Ersetic                                                                  | Lekkoatletyka        | sztafeta 4 × 400 m                      | 3:27,84   | 26 października |
| Srebro | Katarzyna Pawłowska | Kolarstwo            | wyścig ze startu wspólnego              | 2:02:53   | 20 października |
| Srebro | Katarzyna Pawłowska Agnieszka Skalniak Justyna Kaczkowska Edyta Jasińska                                                                             | Kolarstwo            | drużynowa jazda ze startu wspólnego     | 2:02:53   | 20 października |
| Srebro | Sylwia Zyzańska | Łucznictwo           | indywidualnie                           | 4–6       | 21 października |
| Srebro | Agnieszka Wieszczek-Kordus | Zapasy               | do 68 kg styl wolny                     | 2–6       | 23 października |
| Srebro | Agata Olejnik (43:04,7) Hanna Wiśniewska (35:26,1) Aleksandra Hornik (33:12,3)                                                                       | Bieg na orientację   | sztafeta                                | 1:51:43,1 | 23 października |
| Srebro | Aleksandra Hornik Agata Olejnik Hanna Wiśniewska | Bieg na orientację   | drużynowo                               | 6:09:28   | 23 października |
| Srebro | Izabela Paszkiewicz (2:31:39) Aleksandra Lisowska (2:31:40) Monika Andrzejczak (2:31:56) Olga Kalendarowa-Ochal (2:37:02 )                           | Lekkoatletyka        | maraton drużynowy                       | 7:35:15   | 27 października |
| Brąz   | Arleta Podolak | Judo                 | do 78 kg                                | W 100-000 | 19 października |
| Brąz   | Małgorzata Kozaczuk | Szermierka           | szabla indywidualnie                    |           | 19 października |
| Brąz   | Alicja Tchórz (1:02,48) Aleksandra Iwanowska (1:08,27) Paulina Peda (59,93) Aleksandra Polańska (55,27)                                              | Pływanie             | sztafeta 4 × 100 m st. dowolnym         | 4:05,95   | 19 października |
| Brąz   | Magdalena Piekarska | Szermierka           | szpada indywidualnie                    |           | 20 października |
| Brąz   | Aleksandra Hornik | Bieg na orientację   | bieg na średnim dystansie               | 41:17     | 20 października |
| Brąz   | Eliza Wróblewska | Judo                 | do 70 kg                                |           | 20 października |
| Brąz   | Beata Pacut | Judo                 | do 78 kg                                |           | 20 października |
| Brąz   | Julia Walczyk | Szermierka           | floret indywidualnie                    |           | 21 października |
| Brąz   | Alicja Tchórz | Pływanie             | 100 m st. grzbietowym                   | 1:01,75   | 21 października |
| Brąz   | Aleksandra Iwanowska | Pływanie             | 200 m st. klasycznym                    | 2:33,03   | 22 października |
| Brąz   | Katarzyna Krawczyk | Zapasy               | do 57 kg styl wolny                     | 4–0       | 22 października |
| Brąz   | Kinga Kubicka Karolina Pieńkowska Arleta Podolak Anna Borowska Agata Ozdoba-Błach Karolina Tałach-Gast Eliza Wróblewska Daria Pogorzelec Beata Pacut | Judo                 | drużynowo                               |           | 22 października |
| Brąz   | Justyna Święty-Ersetic | Lekkoatletyka        | bieg na 400 m                           | 52,19     | 22 października |
| Brąz   | Malwina Kopron | Lekkoatletyka        | rzut młotem                             | 67,17 m   | 22 października |
| Brąz   | Alicja Tchórz | Pływanie             | 50 m st. grzbietowym                    | 28,95     | 23 października |
| Brąz   | Bogna Jóźwiak Hanna Łyczbińska Martyna Synoradzka Julia Walczyk                                                                                      | Szermierka           | floret drużynowo                        |           | 24 października |
| Brąz   | Agnieszka Korejwo (587 -16x) Agata Nowak (587 -16x) Joanna Tomala (580 -17x)                                                                         | Strzelectwo          | pistolet szybkostrzelny, 25 m drużynowo | 1734 -46x | 24 października |
| Brąz   | Anna Maliszewska (1326) Oktawia Nowacka (1273) Natalia Dominiak (1250) Natalia Hachulska                                                             | Pięciobój nowoczesny | drużynowo                               | 3849      | 24 października |
| Brąz   | Anna Kiełbasińska | Lekkoatletyka        | bieg na 200 m                           | 23,33     | 24 października |

### Sztafety mieszane
| Medal | Zawodnik/Zawodniczka | Dyscyplina | Konkurencja                     | Rezultat | Data            |
| ----- | --- | ---------- | ------------------------------- | -------- | --------------- |
| Brąz  | Kacper Majchrzak (48,80) Konrad Czerniak (48,94) Aleksandra Polańska (55,62) Alicja Tchórz (55,81) Damian Chrzanowski Anna Dowgiert Dominika Kossakowska Filip Zaborowski | Pływanie   | sztafeta 4 × 100 m st. dowolnym | 3:29,17  | 21 października |

### Medaliści zawodów pokazowych
Po raz pierwszy na igrzyskach wojskowych w Wuhan rozegrano zawody pokazowe w akrobatyce sportowej oraz w tenisie ziemnym. Zawodnicy Polski zdobyli 3 brązowe medale, które nie zostały zaliczone do medalowej klasyfikacji generalnej reprezentacji.
| Medal | Zawodnik/Zawodniczka            | Dyscyplina   | Konkurencja    | Rezultat       | Data            |
| ----- | ------------------------------- | ------------ | -------------- | -------------- | --------------- |
| Brąz  | Karol Duś Mateusz Kowalczyk     | Tenis ziemny | gra podwójna   | w/o            | 24 października |
| Brąz  | Mateusz Kowalczyk Marta Leśniak | Tenis ziemny | gra mieszana   | w/o            | 25 października |
| Brąz  | Marta Leśniak                   | Tenis ziemny | gra pojedyncza | 2–0 (6:0, 7:6) | 26 października |

### Podział medali wg dyscyplin
| 1  | Bieg na orientację         | 4  | 0  | 2  | 2  | 0 | 0 | 1  | 0 | 2 | 1  |
| 2  | Judo                       | 5  | 0  | 0  | 5  | 0 | 0 | 0  | 0 | 0 | 5  |
| 3  | Kolarstwo                  | 2  | 0  | 2  | 0  | 0 | 0 | 0  | 0 | 2 | 0  |
| 4  | Lekkoatletyka              | 16 | 7  | 4  | 5  | 5 | 3 | 2  | 2 | 1 | 3  |
| 5  | Łucznictwo                 | 1  | 0  | 1  | 0  | 0 | 0 | 0  | 0 | 1 | 0  |
| 6  | Pięciobój nowoczesny       | 2  | 0  | 0  | 2  | 0 | 0 | 1  | 0 | 0 | 1  |
| 7  | Pływanie                   | 13 | 0  | 2  | 11 | 0 | 2 | 6  | 0 | 0 | 4  |
| 8  | Sportowe ratownictwo wodne | 6  | 2  | 2  | 2  | 2 | 2 | 2  | 0 | 0 | 0  |
| 9  | Strzelectwo                | 3  | 1  | 1  | 1  | 1 | 1 | 0  | 0 | 0 | 1  |
| 10 | Szermierka                 | 4  | 0  | 0  | 4  | 0 | 0 | 0  | 0 | 0 | 4  |
| 11 | Zapasy                     | 3  | 0  | 1  | 2  | 0 | 0 | 1  | 0 | 1 | 1  |
| 12 | Żeglarstwo                 | 1  | 1  | 0  | 0  | 0 | 0 | 0  | 1 | 0 | 0  |
|    | Ogółem                     | 60 | 11 | 15 | 34 | 8 | 8 | 14 | 3 | 7 | 20 |

Źródło

## Polscy multimedaliści na igrzyskach wojskowych 2019
W sumie 6 polskich sportowców zdobyło co najmniej dwa medale, w tym 1 złoty.
| Zawodnik/Zawodniczka   | Dyscyplina                 | Medale |
| ---------------------- | -------------------------- | ------ |
| Wojciech Kotowski      | Sportowe ratownictwo wodne |        |
| Michał Rozmys          | Lekkoatletyka              |        |
| Adam Dubiel            | Sportowe ratownictwo wodne |        |
| Hubert Nakielski       | Sportowe ratownictwo wodne |        |
| Justyna Święty-Ersetic | Lekkoatletyka              |        |
| Anna Kiełbasińska      | Lekkoatletyka              |        |